# Cylindropuntia fulgida
Cylindropuntia fulgida är en kaktusväxtart som först beskrevs av Georg George Engelmann, och fick sitt nu gällande namn av F.M. Knuth. Cylindropuntia fulgida ingår i släktet Cylindropuntia, och familjen kaktusväxter.

## Underarter
Arten delas in i följande underarter:
- C. f. fulgida
- C. f. mamillata

## Bildgalleri

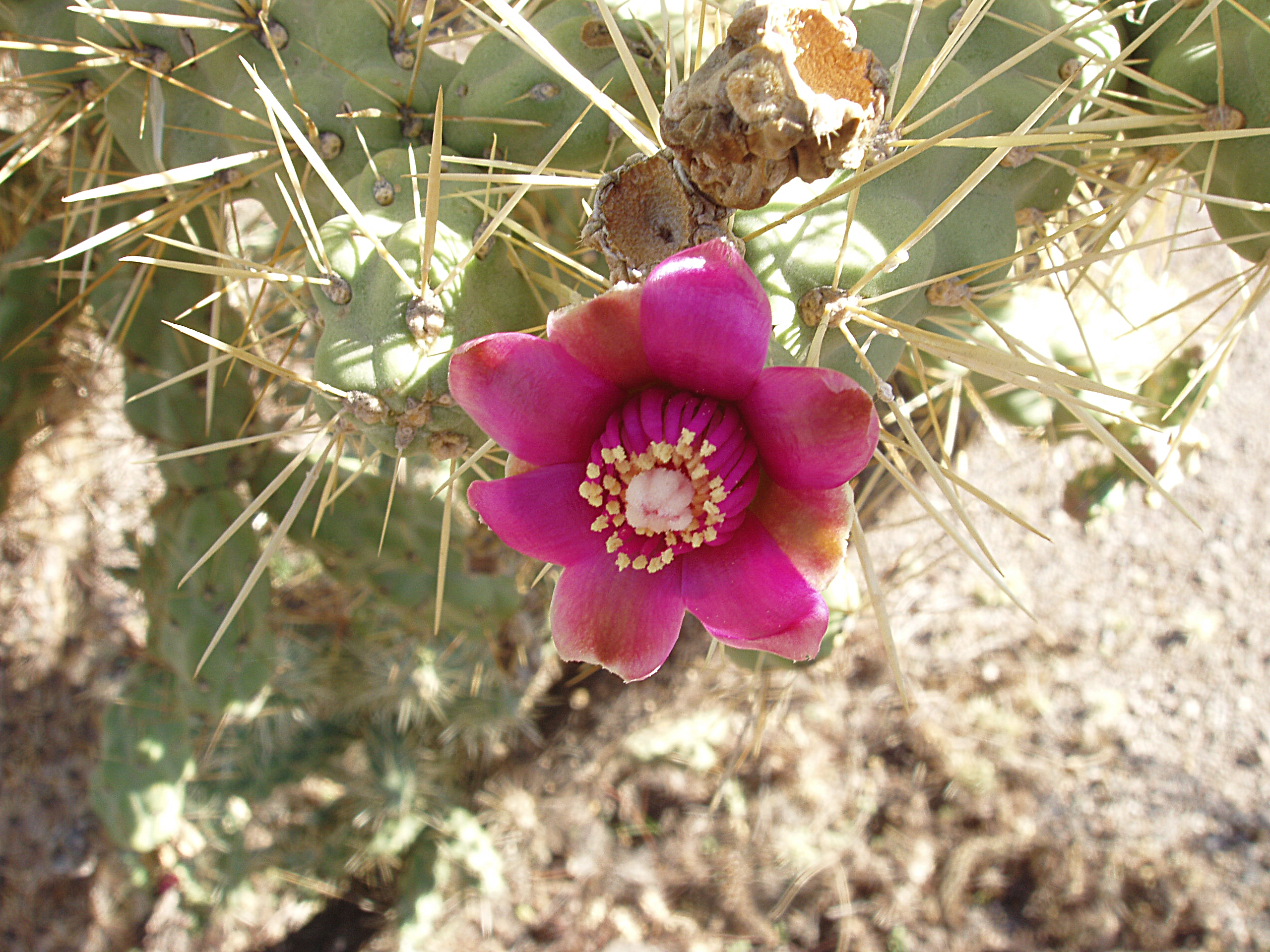
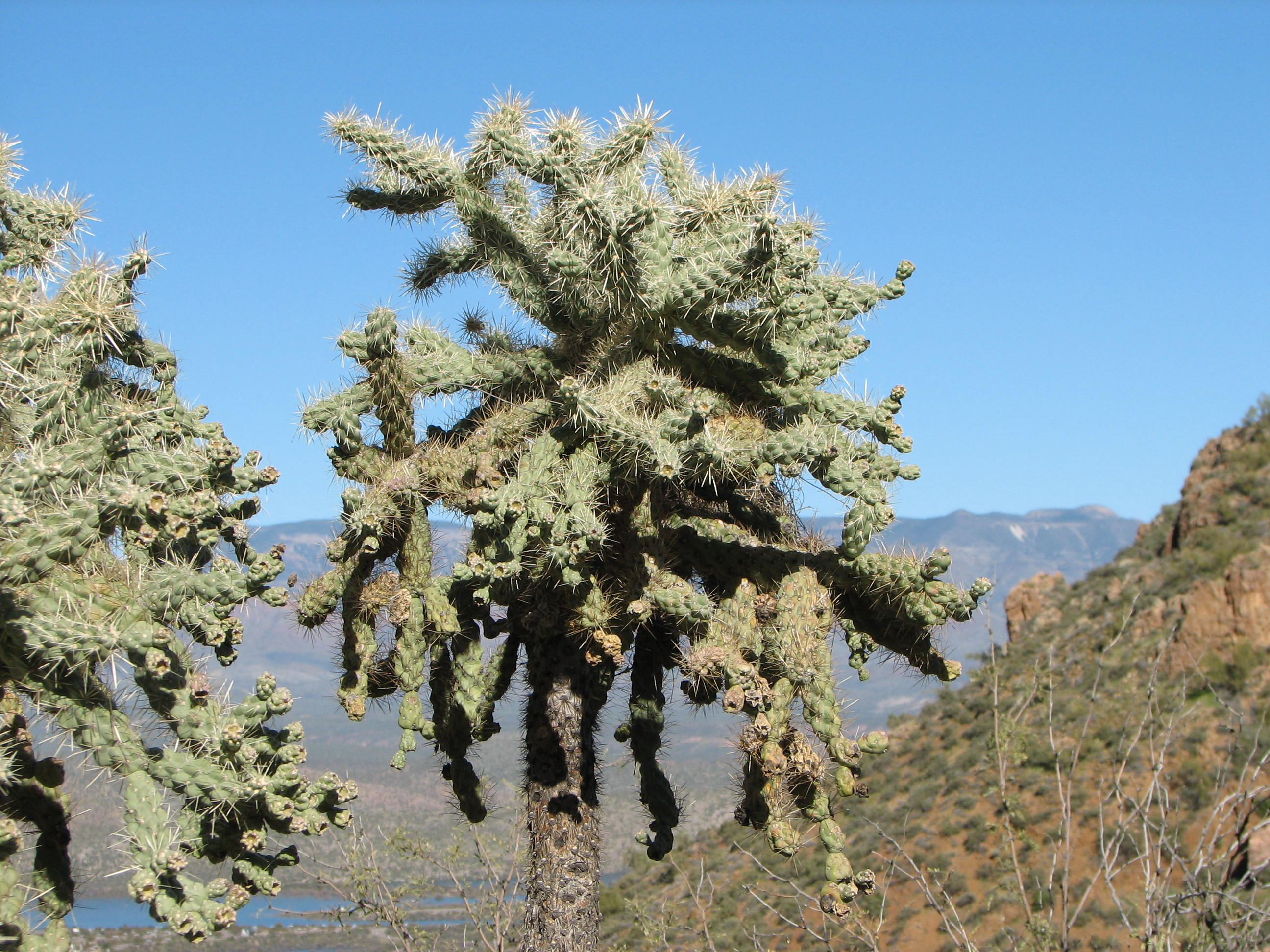
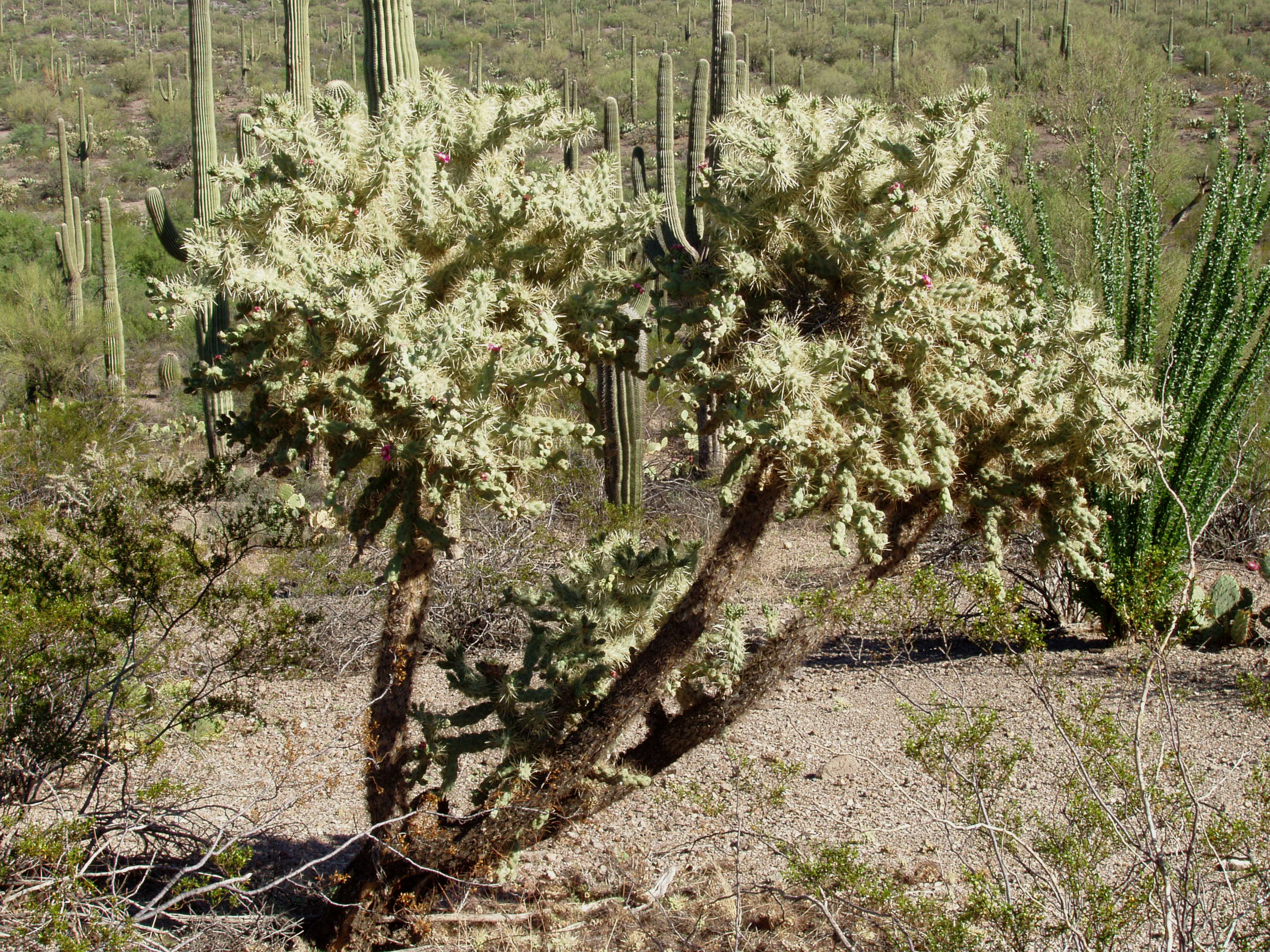
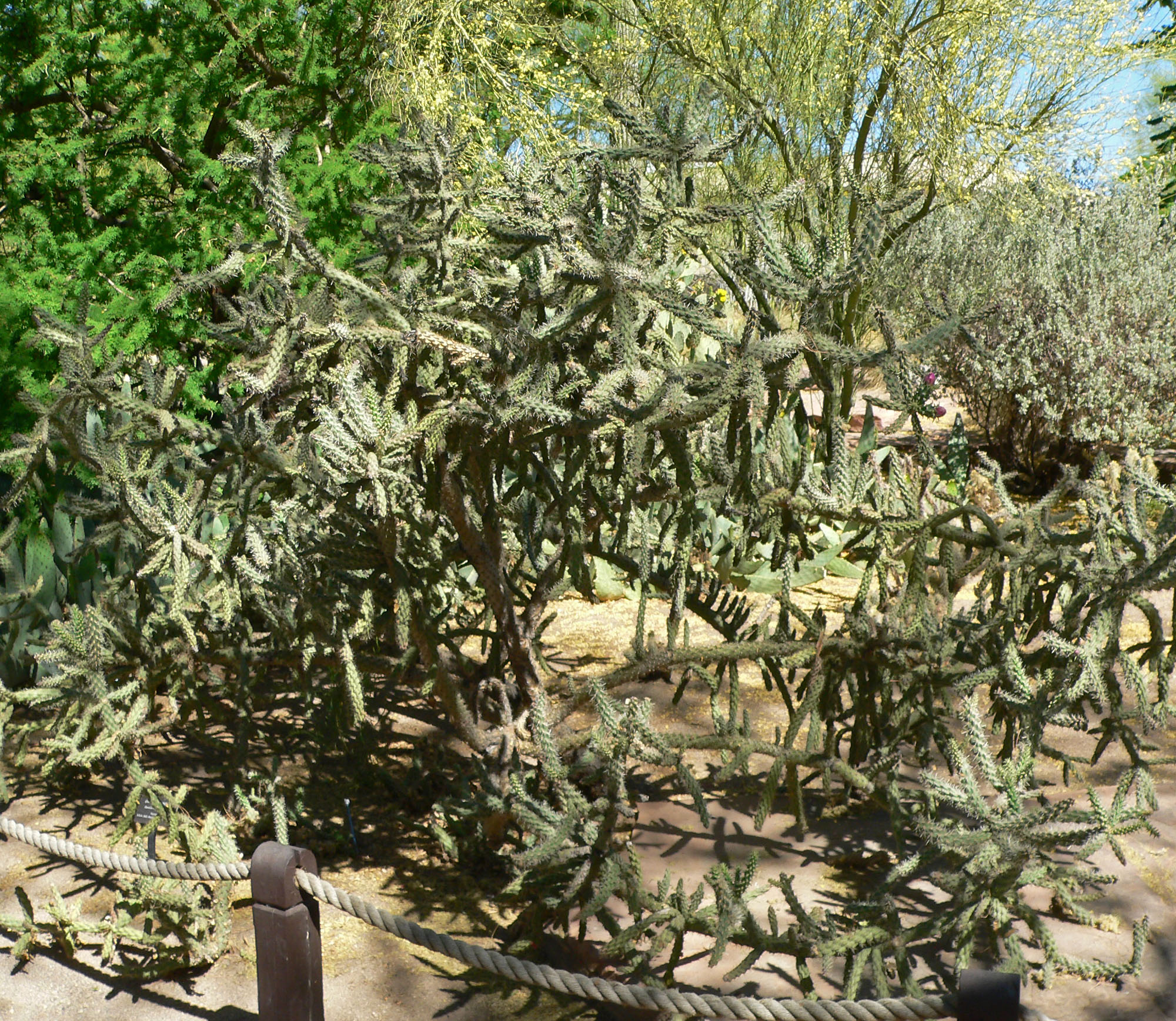
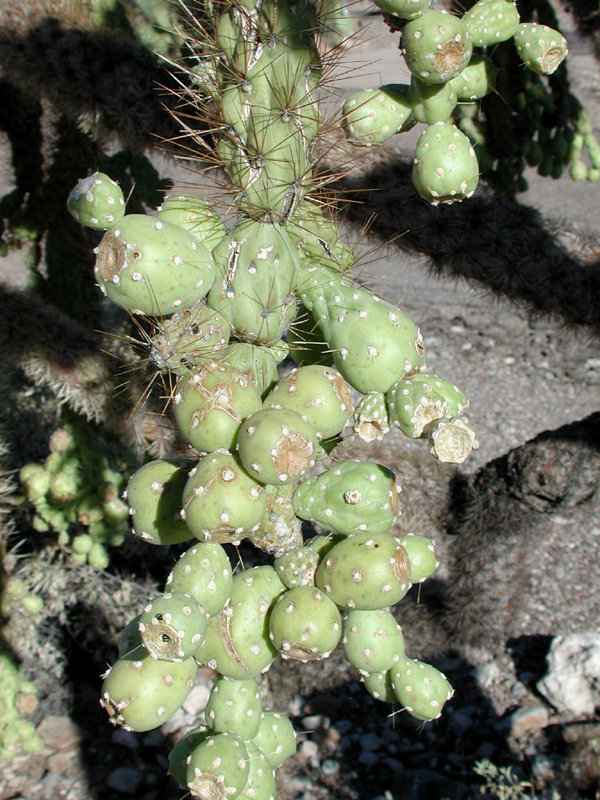
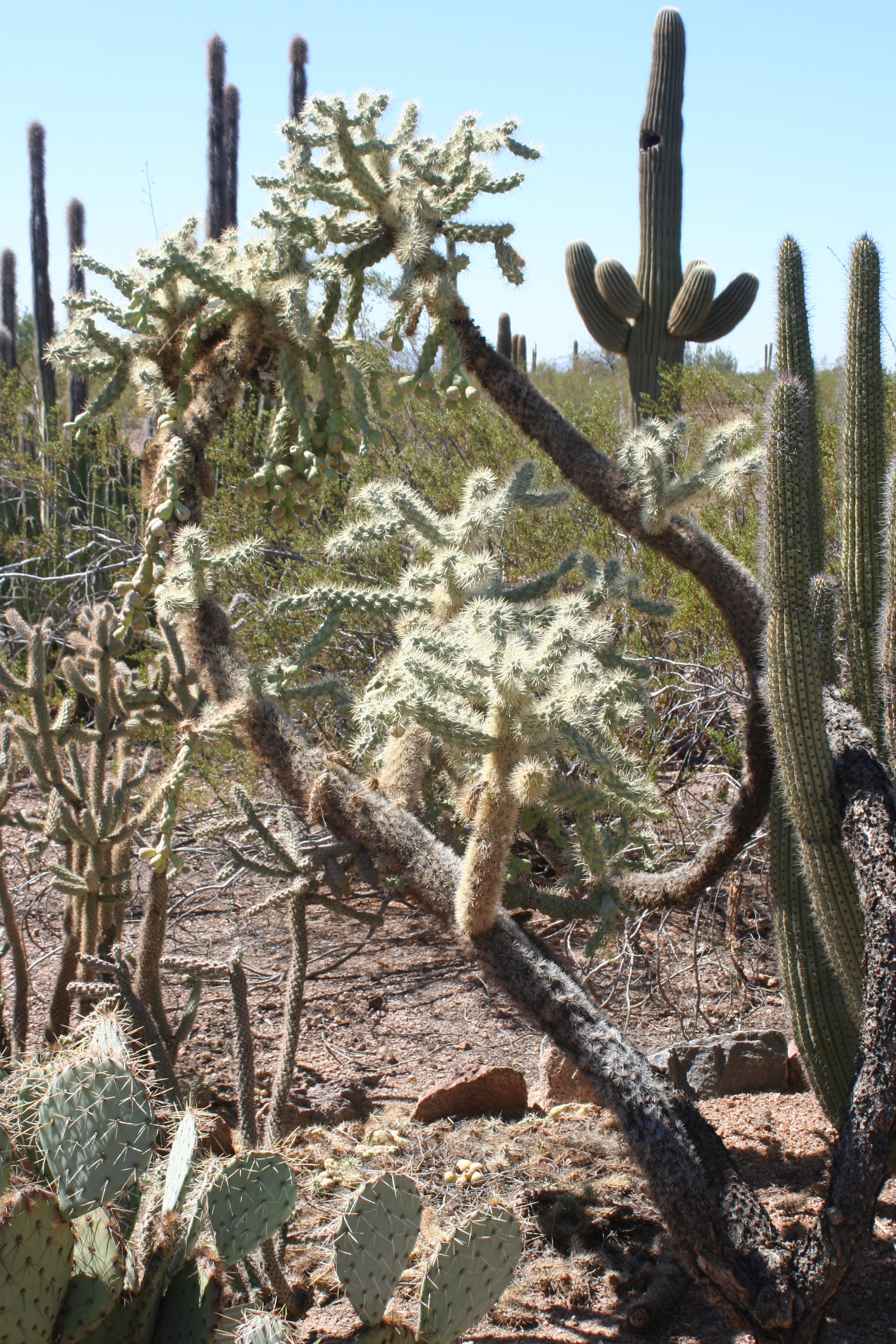